# Bătălia de la Faesulae (406)
Bătălia de la Faesulae s-a dat în 406 în apropriere de Fiesole, Italia, între trupele romane conduse de Stilicon și goții invadatori ai lui Radagaisus. Stilicon a fost ajutat de goții generalului Sarus și de hunii lui Uldin.
După ce i-a învins pe vizigoții lui Alaric I la Pollentia și Verona, magister militum s-a văzut obligat să înfrângă o invazie a goților și vandalilor în fruntea căreia se găsea Radagaisus, care deja asedia Florența. Stilicon îl înfrânge în apropriere de Fiesole, Radagaisus este executat, iar goții intră în slujba lui Alaric.